# United Airlines
A United Airlines az egyik legnagyobb légitársaság az Amerikai Egyesült Államokban, székhelye a chicagói Willis Tower. Kiterjedt belföldi és nemzetközi járathálózattal rendelkezik, a hat lakott kontinens mindegyikére repül, elsősorban 8 bázisrepülőteréről. A United legnagyobb bázisrepülőtere az O’Hare nemzetközi repülőtér, ahonnan napi 650 járatot üzemeltet, ám központokat üzemeltet még Denverben, Washingtonban, San Franciscóban és Los Angelesben is. A legjelentősebb karbantartó telepe a San Franciscó-i nemzetközi repülőtéren található.
A United minden évben a világ legnagyobb légitársaságai között szerepel, 2024-ben első az úti célok számát és harmadik a bevételt és flottaméretet tekintve.

## Történet
2006. február 1-jén a United kilépett a csődvédelem alól, ami alatt 2002. december 9-e óta állt.
2010. május 3-án bejelentették a United Airlines és a Continental Airlines egyesülését, ezzel létrejött a világ egyik legnagyobb légitársasága. 2012. március 6-án megszűnt a Continental Airlines, az új vállalat a United név alatt és a Continental logóját használva működik tovább.

## Flotta
| Repülőgép         | Szolgálatban | Rendelések | Utasok | Utasok | Utasok | Utasok | Utasok | Utasok   | Utasok       | Jegyzetek                                                               |
| Repülőgép         | Szolgálatban | Rendelések | J      | F      | W      | Y+     | Y      | Összesen | Hivatkozások | Jegyzetek                                                               |
| ----------------- | ------------ | ---------- | ------ | ------ | ------ | ------ | ------ | -------- | ------------ | ----------------------------------------------------------------------- |
| Airbus A319–100   | 81           | —          | —      | 12     | —      | 36     | 78     | 126      | [ 3 ]        |                                                                         |
| Airbus A320–200   | 79           | —          | —      | 12     | —      | 42     | 96     | 150      | [ 4 ]        |                                                                         |
| Airbus A321neo    | 27           | 143        | —      | 20     | —      | 57     | 123    | 200      | [ 5 ] [ 6 ]  | Átvétel 2032-ig.                                                        |
| Airbus A321XLR    | —            | 50         | –      | –      | –      | –      | –      | –        | –            | Átvétel 2025-től.                                                       |
| Airbus A350–900   | —            | 50         | –      | –      | –      | –      | –      | –        | –            | Átvétel legalább 2030-ig elnapolva.                                     |
| Boeing 737–700    | 40           | —          | —      | 12     | —      | 36     | 78     | 126      | [ 10 ]       |                                                                         |
| Boeing 737–800    | 141          | —          | —      | 16     | —      | 48     | 102    | 166      | [ 11 ]       |                                                                         |
| Boeing 737–800    | 141          | —          | —      | 16     | —      | 42     | 108    | 166      | [ 11 ]       |                                                                         |
| Boeing 737–900    | 12           | —          | —      | 20     | —      | 42     | 117    | 179      | [ 12 ]       |                                                                         |
| Boeing 737-900ER  | 136          | —          | —      | 20     | —      | 45     | 114    | 179      | [ 12 ]       |                                                                         |
| Boeing 737-900ER  | 136          | —          | —      | 20     | —      | 42     | 117    | 179      | [ 12 ]       |                                                                         |
| Boeing 737-900ER  | 136          | —          | —      | 20     | —      | 39     | 120    | 179      | [ 12 ]       |                                                                         |
| Boeing 737 MAX 8  | 107          | 16         | —      | 16     | —      | 54     | 96     | 166      | [ 11 ]       | Átvétel 2024 végéig.                                                    |
| Boeing 737 MAX 9  | 85           | 138        | —      | 20     | —      | 48     | 111    | 179      | [ 12 ]       | Legnagyobb üzemeltető.                                                  |
| Boeing 737 MAX 10 | —            | 167        | —      | 20     | —      | 64     | 104    | 188      | [ 14 ]       | Első rendszerező. Átadások csak 2025 után.                              |
| Boeing 757–200    | 40           | —          | 16     | —      | —      | 45     | 108    | 169      | [ 16 ]       |                                                                         |
| Boeing 757–200    | 40           | —          | 16     | —      | —      | 42     | 118    | 176      | [ 16 ]       |                                                                         |
| Boeing 757–300    | 21           | —          | —      | 24     | —      | 54     | 156    | 234      | [ 17 ]       | Legnagyobb üzemeltető.                                                  |
| Boeing 767–300ER  | 13           | —          | 30     | —      | 24     | 32     | 113    | 199      | [ 18 ]       | Kivonás a forgalomból 2030-ig.                                          |
| Boeing 767–300ER  | 24           | —          | 46     | —      | 22     | 43     | 56     | 167      | [ 18 ]       | Kivonás a forgalomból 2030-ig.                                          |
| Boeing 767–400ER  | 16           | —          | 34     | —      | 24     | 48     | 125    | 231      | [ 20 ]       | Kivonás a forgalomból 2030-ig.                                          |
| Boeing 777–200    | 19           | —          | —      | 28     | —      | 102    | 234    | 364      | [ 21 ]       | Első üzemeltető.                                                        |
| Boeing 777–200ER  | 51           | —          | 50     | —      | 24     | 46     | 156    | 276      | [ 21 ]       |                                                                         |
| Boeing 777–200ER  | 4            | —          | —      | 32     | —      | 124    | 206    | 362      | [ 21 ]       |                                                                         |
| Boeing 777–300ER  | 22           | —          | 60     | —      | 24     | 62     | 204    | 350      | [ 23 ]       |                                                                         |
| Boeing 787–8      | 12           | 150        | 28     | —      | 21     | 36     | 158    | 243      | [ 24 ]       | További 50 opció. Az öregebb Boeing 767-eseket és 777-eseket váltja le. |
| Boeing 787–9      | 41           | 150        | 48     | —      | 21     | 39     | 149    | 257      | [ 26 ]       | További 50 opció. Az öregebb Boeing 767-eseket és 777-eseket váltja le. |
| Boeing 787–10     | 21           | 150        | 44     | —      | 21     | 54     | 199    | 318      | [ 27 ]       | További 50 opció. Az öregebb Boeing 767-eseket és 777-eseket váltja le. |
| Boom Overture     | —            | 15         | —      | —      | —      | —      | —      | —        | [ 28 ]       |                                                                         |
| Összesen          | 992          | 721        |        |        |        |        |        |          |              |                                                                         |

## Balesetek
| 1930-as évek | NC13304      |               |              |               |              |              |              |              |              |
| 1940-es évek | 14-es járat  | 28-as járat   | 404-es járat | 521-es járat  | 608-as járat | 624-es járat |              |              |              |
| 1950-es évek | 129-es járat | 610-es járat  | 615-ös járat | 7030-as járat | 16-os járat  | 409-es járat | 629-es járat | 718-as járat | 736-os járat |
| 1960-as évek | 826-os járat | 859-es járat  | 297-es járat | 823-as járat  | 389-es járat | 227-es járat | 266-os járat |              |              |
| 1970-es évek | 553-as járat | 2860-as járat | 173-as járat |               |              |              |              |              |              |
| 1980-as évek | 811-es járat | 232-es járat  |              |               |              |              |              |              |              |
| 1990-es évek | 585-ös járat | 826-os járat  | 863-as járat |               |              |              |              |              |              |
| 2000-es évek | 175-ös járat | 93-as járat   | 628-as járat |               |              |              |              |              |              |